# Thomas Müntzer
Thomas Müntzer (Tháng 12 1489 - 27 tháng 5 1525) là một nhà truyền giáo người Đức cấp tiến và nhà thần học của những năm đầu cải cách, phản đối cả Martin Luther và Giáo hội Công giáo La Mã, dẫn đến thách thức công khai của ông đối với giới phong kiến cầm quyền ở miền trung nước Đức. Müntzer là người đầu tiên trong số những nhà cải cách mà chỉ trích sự thỏa hiệp Luther với chính quyền phong kiến. Ông trở thành một nhà lãnh đạo của người nông dân Đức và cuộc nổi dậy của người bình dân 1525, rồi bị bắt sau trận Frankenhausen, và bị tra tấn và hành quyết.
Ít có các nhà cải cách khác của Đức đã đưa ra nhiều tranh cãi mà kéo dài cho tới ngày nay như Müntzer. Một nhân vật phức tạp và độc nhất trong lịch sử, ông được xem là có một vai trò quan trọng trong những năm đầu của thời kỳ Cải cách Tôn giáo ở Đức trong lịch sử của cách mạng châu Âu. Hầu như tất cả các nghiên cứu hiện đại về Müntzer nhấn mạnh sự cần thiết về hiểu biết hành động cách mạng của ông như là một hệ quả của nền thần học của ông ta: Müntzer tin rằng ngày phán xét cuối cùng sắp xảy ra và nhiệm vụ của các tín hữu thật sự là hỗ trợ Thiên Chúa trong việc mở ra một kỷ nguyên mới của lịch sử  Trong lịch sử của phong trào Cải Cách, đóng góp của ông - đặc biệt là trong phụng vụ và Kinh Thánh chú giải Thánh Kinh - mặc dù có chất lượng, nhưng vẫn bị đánh giá thấp.